# 碳氧血红蛋白
碳氧血紅蛋白為血紅蛋白與一氧化碳分子的穩定化合物，當一氧化碳氣體被生物吸入或在代謝過程中產生時形成。

## 一氧化碳中毒

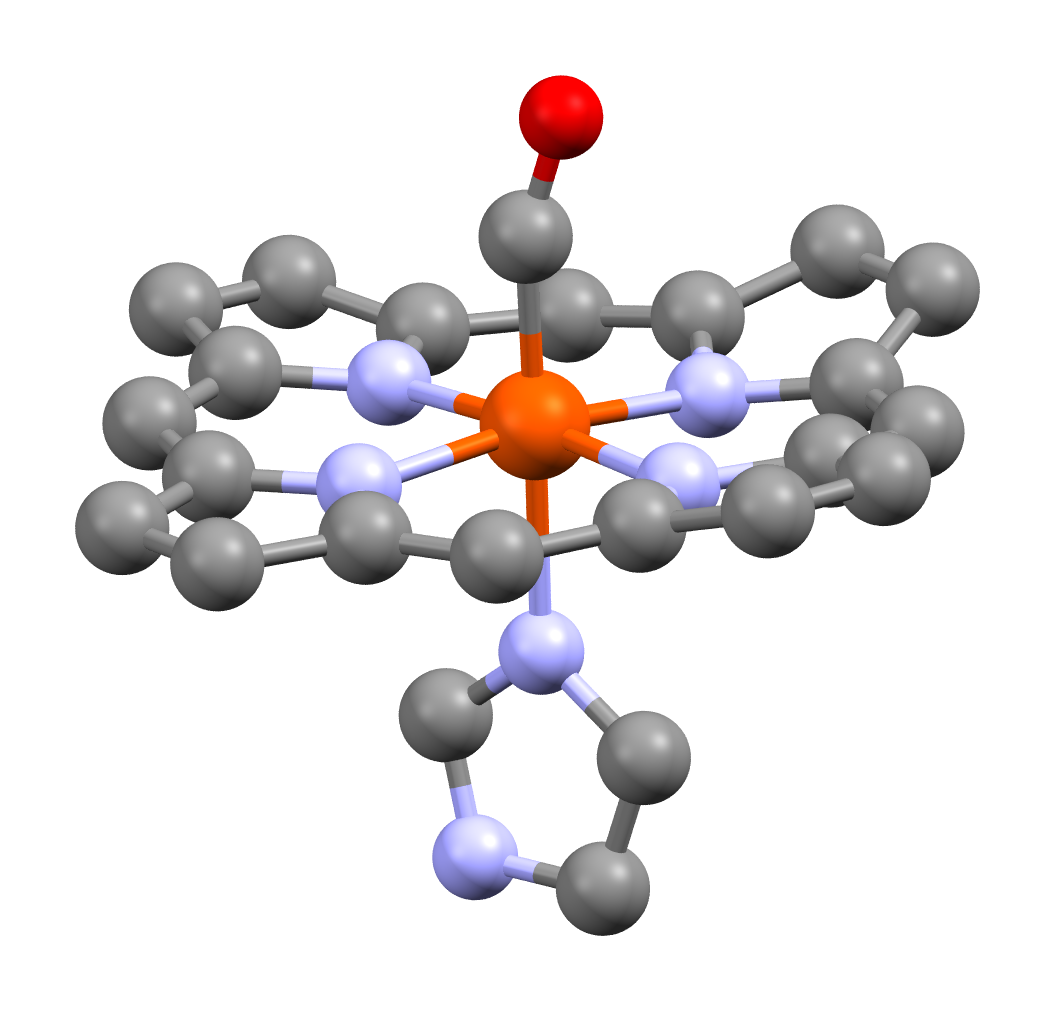
碳氧血紅蛋白中的血紅素分子，上方為羰基，下方為組胺酸殘餘物，即咪唑

血紅蛋白有與一氧化碳結合的傾向，高於它和氧氣的親和力約240倍，當碳氧血紅蛋白大量存在時就會妨礙氧氣傳送至身體各部分的過程，是為一氧化碳中毒。
碳氧血紅蛋白的半衰期為4至6小時，解離速度較氧合血紅蛋白慢3600倍。當一氧化碳中毒患者吸入混有4-5%二氧化碳的高濃度氧氣時，體內的碳氧血紅蛋白的半衰期會降至35至70分鐘。患者若接受高壓氧治療時況會更佳，治療過程中他會躺進注入高濃度氧氣和加壓至接近3atm（標準大氣壓）的艙中，協助身體吸收氧氣。
碳氧血紅蛋白亦會增加血栓生成的機會。吸菸令血液中碳氧血紅蛋白的濃度上升數倍，有理論指出這亦是吸菸者容易患中風的其中一成因。若吸菸者懷孕，亦有理論指出其碳氧血紅蛋白亦會令胚胎輕微缺氧，因此影響嬰兒的發展，增加他的夭折機會。

## 一氧化碳代謝物
代謝過程中產生碳氧血紅蛋白屬正常現象。血紅蛋白破裂時其血紅素與血紅素加氧酶1及2型起反應，產生一氧化碳，由此形成碳氧血紅蛋白。
1993出現首份指出一氧化碳為神經傳導物質的報告，它又指出一氧化碳與一氧化氮、硫化氫為調節炎症的三種氣體。此外該三種氣體也能協助減少炎症、血管舒張和新生血管的發展。因此一氧化碳受到它對人體的功用的關注（儘管新生血管未必對人體有利，它也助長腫瘤和濕性老年黃斑變性的形成）。

## 外部連結
- 醫學主題詞表（MeSH）：Carboxyhemoglobin